# Kos horský
Kos horský (Turdus torquatus) je drozdovitý pták blízce příbuzný kosu černému, žijící v horských lesích.

## Popis
Velikostí (24–27 cm) i vzhledem podobný kosu černému. Samci i samice se liší nápadnou bílou skvrnou tvaru půlměsíce na hrudi (u samic je méně výrazná), šupinovitým vzorem opeření těla a světlými lemy letek. Žlutý zobák má černou špičku.

## Rozšíření
Hnízdní areál zahrnuje severní, západní, střední a jižní Evropu, západ Malé Asie, Kavkaz a malou oblast v severní Africe. Částečně tažný druh se zimovišti ve Středozemí.

## Výskyt v Česku
Na území České republiky hnízdí v horských lesích, obvykle od 800–900 m n. m. po horní hranici lesa. Byl zjištěn na Šumavě, v Novohradských horách, Krušných horách, Krkonoších, Orlických horách, na Králickém Sněžníku, v Hrubém Jeseníku, Beskydech, Vsetínských vrších a Bílých Karpatech. Celková početnost na českém území se odhaduje na 1500–2500 párů. V Červeném seznamu ČR je řazen mezi ohrožené druhy.

## Hnízdění

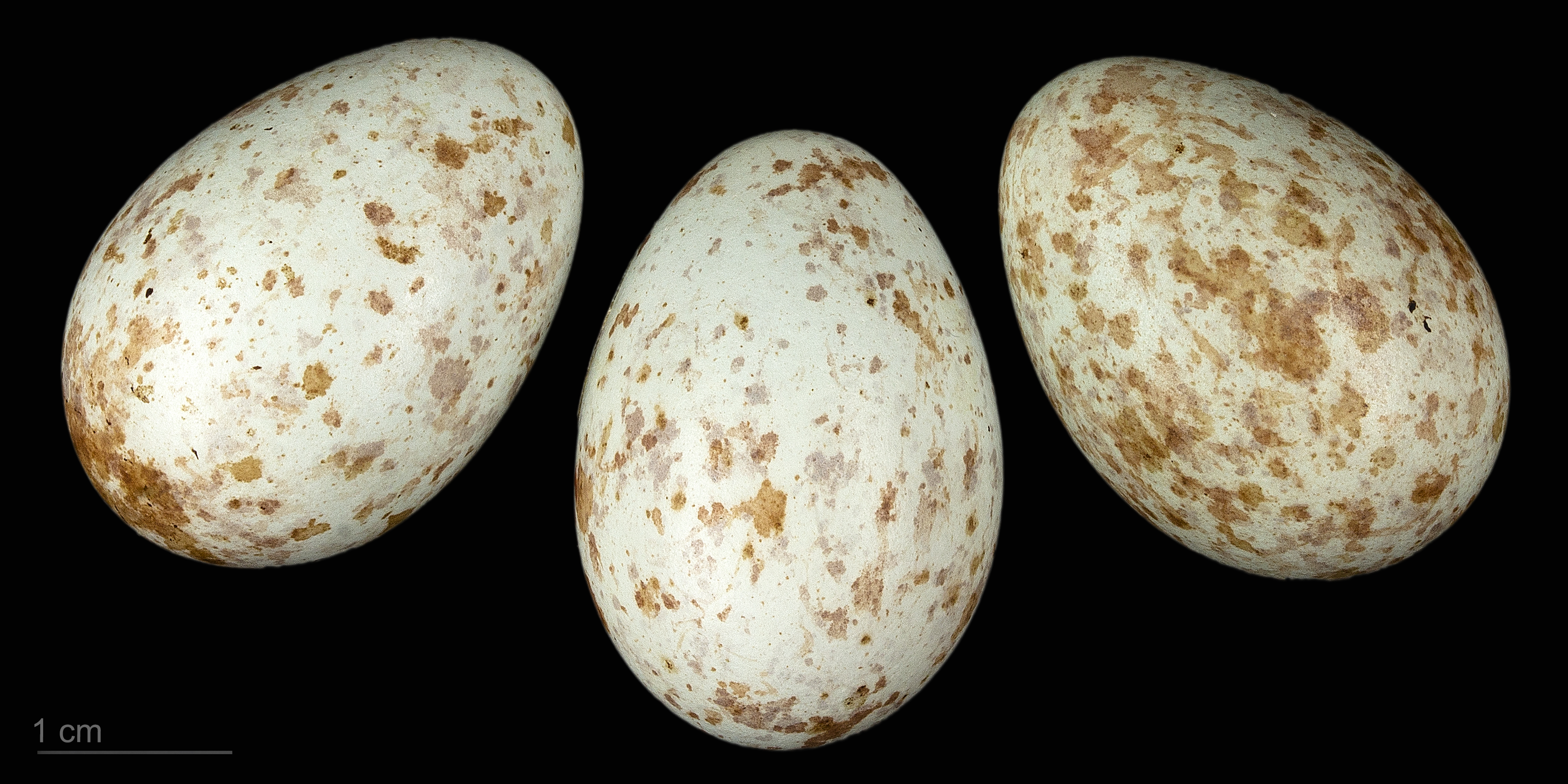
Turdus torquatus alpestris

Miskovité hnízdo staví ve větvích hustých keřů nebo stromů, ve skalních trhlinách nebo na zemi. V jedné snůšce bývá 3-5 (2-7) 29,4 × 21,6 mm velkých vajec.

## Potrava
Potravu, kterou tvoří hmyz, žížaly, plži a bobule hledá často při okrajích lesů nebo na loučkách.